# 木もれ陽のアプローズ
木もれ陽のアプローズ（こもれびのアプローズ）は、中国地方のJFN系列4社で放送されていたラジオ番組。1993年4月1日放送開始。20年後の2013年3月29日放送で幕を閉じた。スポンサーは中国電力1社である。
なお、スポンサードネットの番組はそのまま日曜日に放送される『MY PRECIOUS ENERGY』（8:00 - 8:55　DJ：国光かよこ）へ移動した。この番組も中国地方5県4局同時ネットである。

## パーソナリティ
- 川野みつこ（川野美津子）: 1993年4月1日 - 1999年3月31日
- 免出昌優（めんで・まゆ）: 1999年4月1日 - 2000年3月31日
- 加藤亜衣子（元広島エフエム放送アナウンサー）: 2000年4月3日 - 2006年3月31日
- 末田景子：2006年4月3日 - 2011年4月1日
- 大野貴子：2011年4月4日 - 2013年3月29日

## 放送時間
- FM山陰・FM山口・FM岡山・広島FM放送: 月 - 金10:30 - 11:00（かつてFM山陰・FM山口は10:25 - 10:55だった）

なお、山陰は自社番組「ちぇけら♪」の枠移動、岡山はJFNC「OH! HAPPY MORNING」のネット拡大、広島は自社番組「MORNING ALIVE」の拡大、JFNC「ティーナ・カリーナの「しゃべリーナ!かたリーナ!聞いてミーナ!」」「SOMEDAY,SOMEWHERE,SOMEBODY」の新規ネット、山口はJFNC「日々是好日（ひびこれよきひ）〜降っても晴れても〜」の新規ネット、JFNC「Sound Library〜世界にひとつだけの本〜」の枠移動となった。
過去のネット局
- 山陽放送ラジオ: 1993年4月1日 - 1999年3月31日、月 - 金11:30 - 12:00（放送開始当時、岡山県に県域民間FM放送局がなかったため中波放送局の同局で放送。FM岡山開局に伴うネット局変更により終了。）

## 番組内容
毎日洋邦問わず5 - 6曲の音楽をかける。CM明けの2回のトークでDJが最近の話題などを話している。音楽はフルコーラスかそれに近い形で流れる。

## 備考
- 中国電力の不祥事により、2010年にCM枠の一部または全部がACジャパンに差し替えられていた時期があった。
- かつてはスポンサークレジットのナレーションがあったが、東日本大震災発生後の放送である2011年3月14日からナレーターやDJによるスポンサー名の読み上げは行われない（各局のタイムテーブルには中国電力のクレジットはある。）。
- 放送終了後に、番組ホームページでオンエア曲の閲覧ができる。